# Източна провинция (Руанда)
Източната провинция (на френски: Province de l'Est) е една от петте провинции на Руанда. Провинцията е създадена в началото на януари 2006 като част от правителствената програма за децентрализиране, която преустрои локалните структури на правителството на страната.
Източната провинция граничи с Уганда, Танзания и Бурунди. Разделена е на 7 района. Столицата ѝ е град Рвамагана, разположен на около 50 километра от столицата на страната град Кигали. Площта ѝ е 9458 квадратни километра, а населението – 2 595 703 души (по преброяване от август 2012 г.).